# Cyttomimus stelgis
Cyttomimus stelgis is een straalvinnige vissensoort uit de familie van zonnevissen (Zenionidae). De wetenschappelijke naam van de soort is voor het eerst geldig gepubliceerd in 1905 door Gilbert.